# Marc-Joseph Marion du Fresne

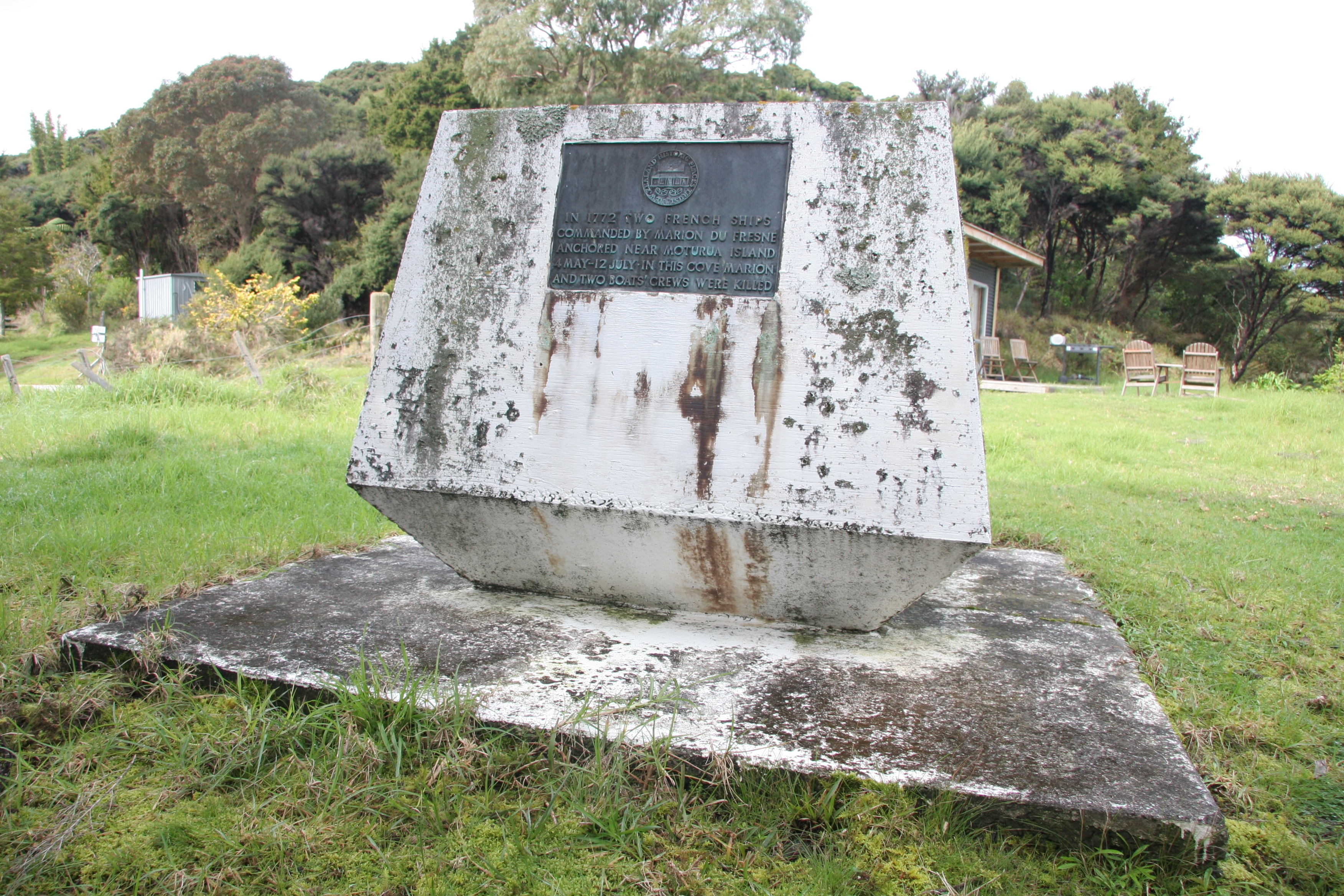
Monument en memòria de Marc-Joseph Marion.

Marc-Joseph Marion du Fresne o Nicolas Thomas Marion du Fresne (Saint-Malo, 22 de maig de 1724 - Bay of Islands, Nova Zelanda, 12 de juny de 1772), va ser un navegant i explorador francès del segle xviii, que va descobrir el 1772 l'illa Marion, l'illa del Príncep Eduard i les Illes Crozet.

## Biografia
Va néixer en el si d'una rica família de Saint-Malo, a la Bretanya. El 1745 inicià una carrera d'oficial d'infanteria de marina, obtenint el grau de capità, després del de tinent de fragata. El 1752 deixa l'exèrcit pel comerç, incorporant-se a la Compagnie des Indes. El 1769, després de la dissolució de la Companyia, Marion-Dufresne comanda una expedició que porta a Tahití l'indígena Aoutourou que el 1768 va viatjar a París amb Louis Antoine de Bougainville. L'expedició parteix el 18 d'octubre de 1771 de Port-Louis a l'illa de França (antic nom de l'illa Maurici). Marion-Dufresne comanda el Mascarin, secundat per Julien Crozet, i Ambroise Bernard-Marie Le Jar du Clesmeur és al capdavant del Marquès de Castries. Però Aoutourou mor de la verola durant l'escala a Madagascar el 6 de novembre de 1771.
Les prioritats del viatge són llavors modificades, i Marion-Dufresne es dirigeix cap al sud. Ateny el 13 de gener de 1772 l'illa Marion i l'illa del Príncep Eduard, que anomena Terra de l'Esperança i illa de la Cova. Aquestes illes, descobertes el 1663 per Barent Barentszoon Lam i avui possessions sud-africanes, havien quedat oblidades degut a una mala estimació de la seva posició. Aquest mateix dia, a causa de la calitja, la roda del Mascarin aborda el Marquès de Castries i li causa desperfectes importants que impulsa l'expedició a buscar terra per tal d'efectuar reparacions.
El 22 i 24 de gener de 1772, Marion-Dufresne descobreix un arxipèlag, al qual Cook donarà el nom de Crozet. Ell en pren possessió dipositant una ampolla contenint un pergamí a les armes del rei de França sobre l'illa de la Presa de Possessió (actual illa de la Possessió).
Marion-Dufresne arriba a Tasmània el 3 de març de 1772 i posteriorment a Nova Zelanda, el 10 del mateix mes. El 4 de maig de 1772, els dos vaixells llencen àncores a la badia de les illes, anomenada Port-Marion pels francesos.
Els primers contactes amb els maori són més aviat cordials. Els francesos s'estableixen per a un temps a Port-Marion, reparant els seus vaixells, emmagatzemant aliments, cuidant els seus malalts de l'escorbut, i comerciant amb els maori. Tanmateix, després de la demolició de kaoris, que eren arbres sagrats per als indígenes, aquests decideixen atacar als europeus; els massacren el 12 de juny de 1772. Del Clesmeur pren llavors el comandament de l'expedició, i Julien Crozet es fa el comandant del Mascarin. El 7 de juliol, una expedició, enviada al poble del cap dels maori per intentar trobar els rastres de Marion-Dufresne, descobreix restes de la matança i també indicis de pràctiques caníbals.